# غرانغر (نيويورك)
غرانغر (بالإنجليزية: Granger, New York)‏ هي بلدة أمريكية تقع في الولايات المتحدة في مقاطعة ألليغاني، نيويورك. يقدر عدد سكانها بـ 538 نسمة ومساحتها 83.0 كم2 وترتفع عن سطح البحر 547 متر.